# Paul W. Baade

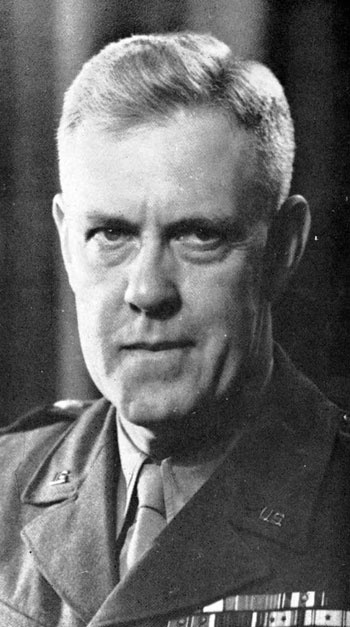
Paul W. Baade

Paul William Baade  (* 16. April 1889 in Fort Wayne, Indiana; † 9. Oktober 1959 in San Francisco, Kalifornien) war ein Generalmajor der United States Army. Er war unter anderem Kommandeur der 35. Infanteriedivision.
Paul Baade war ein Sohn von Fred C. Baade (1863–1951) und dessen Frau Anna Paul (1863–1916). Er besuchte die öffentlichen Schulen seiner Heimat sowie von 1907 bis 1911 die United States Military Academy in West Point. Nach seiner Graduation wurde er als Leutnant der Infanterie zugeteilt. In der Armee durchlief er anschließend alle Offiziersränge vom Leutnant bis zum Zwei-Sterne-General. Im Lauf seiner militärischen Karriere absolvierte Baade verschiedene Kurse und Schulungen. Dazu gehörten unter anderem das Command and General Staff College und das United States Army War College.
In seinen jüngeren Jahren versah er den für Offiziere in den niederen Rangstufen üblichen Dienst in unterschiedlichen Einheiten und Standorten. Dazu gehörten auch Aufgaben als Stabsoffizier in verschiedenen Hauptquartieren. Baade gehörte zunächst dem 11. Infanterieregiment an, mit dem er erst in Wyoming und dann an der mexikanischen Grenze stationiert war. Anschließend war er für drei Jahre mit dem 8. Infanterieregiment auf den Philippinen eingesetzt. Danach wurde er zum 54. Infanterieregiment nach Georgia versetzt.
Während des Ersten Weltkriegs war Paul Baade mit den American Expeditionary Forces in Europa eingesetzt. Dort gehörte er dem 322. Infanterieregiment an, das der 81. Infanteriedivision unterstand. Dabei stieg Baade bis zum Bataillonskommandeur auf. Er nahm an mehreren schweren Gefechten unter anderem in den Vogesen teil. Zudem war er an der Maas-Argonnen-Offensive beteiligt.
In den 1920er Jahren setzte Paul Baade seine Offizierslaufbahn fort. Damals absolvierte er die oben angeführten Schulen. Zu Anfang des Jahrzehnts lehrte er bis 1923 an der Boston University das Fach Militärwissenschaft. Zudem war er bei einigen Infanterieeinheiten als Stabsoffizier tätig. Zwischen 1927 und 1931 war er Dozent an der Militärakademie in West Point. Von 1933 bis 1935 gehörte er dem Stab des 29. Infanterieregiments in Fort Benning, dem heutigen Fort Moore, an, wo er in dessen Abteilung für Planungen und Ausbildung (Plans & Training Officer, 29th Infantry Regiment) tätig war. Danach leitete er zwischen August und November die Stabsabteilung für Logistik und Nachschub G4 bei der 6th Corps Area.
Es folgte eine Versetzung zum Stab des Kriegsministeriums, wo er zwischen 1936 und 1939 in der Abteilung für militärische Bauprojekte (Construction Division) tätig war. Seit 1938 leitete er diese Abteilung. Daran schloss sich eine Versetzung zum Stab des 16. Infanterieregiments an, das der 1. Infanteriedivision unterstand. Baade war dort zunächst Stabsoffizier. Später kommandierte er dieses Regiment. In dieser Zeit war er mit dem Regiment an umfangreichen Manövern im Vorfeld des zu erwartenden Zweiten Weltkriegs beteiligt. Es folgte eine Versetzung nach Puerto Rico, wo Baade bis zum Juli 1942 den dortigen Heeresbezirk und den Stützpunkt Fort Buchanan kommandierte. In diese Zeit fiel der Eintritt der Vereinigten Staaten in den Zweiten Weltkrieg. Im Juli 1942 wurde Baade zum Stab der 35. Infanteriedivision in Kalifornien versetzt. Dabei handelte es sich um einen Großverband der Army National Guard, der aus Teilen mehrerer Nationalgarden bestand. Während seiner Zeit als Stabsoffizier bei dieser Division kommandierte er bis zum Januar 1943 gleichzeitig den südlichen Verteidigungsbereich von Kalifornien (Southern California Defense Sector).
Im Januar 1943 wurde er als Nachfolger von Maxwell Murray neuer Kommandeur der 35. Infanteriedivision. Dieses Kommando behielt er bis zur Auflösung der Division im Dezember 1945. Diese wurde zunächst noch in den Vereinigten Staaten auf einen Kriegseinsatz vorbereitet und im Mai 1944 nach Großbritannien verlegt. Im Juli landete sie am Omaha Beach und nahm fortan an den Kämpfen in Frankreich teil. Die Division drang zusammen mit anderen Einheiten nach Osten in Richtung Deutschland vor und war unter anderem an der Abwehr der deutschen Ardennenoffensive beteiligt. Später drang sie weiter nach Deutschland vor, überquerte den Rhein und erreichte schließlich Hannover. Nach dem Krieg gehörte sie zu den Besatzungstruppen in Deutschland. Am 10. September 1945 erfolgte die Rückverlegung der Division in die Vereinigten Staaten und dann im Dezember ihre Deaktivierung.
Zwischen Dezember 1945 und Juni 1946 leitete Paul Baade die Stabsabteilung für Operationen G3 der Army Service Forces, die dann ebenfalls deaktiviert wurden. Am 30. September 1946 schied Baade aus dem Militärdienst aus.
Der mit Margaret Craig (1891–1977) verheiratete Offizier verbrachte seinen Lebensabend in Santa Barbara. Dort engagierte er sich bei einigen Organisationen und Einrichtungen. Er starb am 9. Oktober 1959 in San Francisco und wurde auf dem Nationalfriedhof Arlington beigesetzt.

## Orden und Auszeichnungen
Paul Baade erhielt im Lauf seiner militärischen Laufbahn unter anderem folgende Auszeichnungen:
- Army Distinguished Service Medal
- Silver Star
- Legion of Merit
- Bronze Star Medal
- World War I Victory Medal
- American Defense Service Medal
- American Campaign Medal
- European-African-Middle Eastern Campaign Medal
- World War II Victory Medal
- Army of Occupation Medal
- Purple Heart
- Orden der Ehrenlegion (Frankreich)
- Kriegskreuz (Frankreich)
- Orden von Oranien-Nassau (Niederlande)